# Muletilla
Una muletilla es una palabra o frase que se repite mucho por hábito. Si la muletilla se compone de más de una palabra puede ser una frase hecha. Etimológicamente, el nombre de la palabra muletilla deriva de muleta, porque es algo que sirve como soporte, en el caso lingüístico como soporte de un discurso, generalmente cuando no hay una palabra o una frase más apropiada para un caso o porque al que usa la muletilla no se le ocurre en ese momento otra palabra. También las muletillas sirven como señal de identificación recíproca entre los hablantes: por ejemplo, las muletillas de un español no son las mismas que las de un argentino, ni las de un argentino las mismas que de un mexicano, ni estas las mismas que las de un boliviano. Como soporte en un discurso: en tal caso se define como una frase, palabra o voz que se repite mucho consecutivamente o por hábito (muchas muletillas tienen un tiempo de moda y luego caen en desuso o son despreciadas por “anticuadas” o pasadas de moda) las palabras o adjetivos también se convierten en muletillas si se usa repetidas veces.
La muletilla también conocida como coletilla, latiguillo, bordón, bordoncillo o ripio, no está dirigida específicamente al oyente ya que al no tener contenido informativo directo, el oyente solo percibe que el interlocutor no tiene claro lo que quiere decir y que necesita apoyarse en palabras o expresiones repetitivas para poder continuar hablando, por eso una muletilla representa un tic verbal en la conversación.

## Cómo identificar una muletilla
Suelen ser expresiones innecesarias, comodines o palabras abstractas y breves, generalmente pronombres o jerga, que se utilizan sin cumplir una función primordial en una determinada oración o frase.

## Ejemplos en el idioma español
- ajá (se usa como división entre frase y frase).
- ándale pues (usado para aceptar algo amablemente, sobre todo en México).
- así que... (suele usarse para denotar una consecuencia).

- bueno, buéh (a veces transcrito: bueh, buah!, buoh!; puede ser una interjección de satisfacción, una respuesta de acuerdo o una expresión de algo entendido; por contrapartida puede usarse como expresión de resignada insatisfacción).
- cachas (Ecuador) expresión popular quiteña que se utiliza cuando desean preguntar si alguien comprendió algo sobre un tema. Por ejemplo "si cachas", "si cachaste" o "ya caché).

- chaval (España).
- che (Argentina, Uruguay y Paraguay. Esta muletilla le valió el apodo a Ernesto Guevara).
- chera'a (Paraguay).
- ¿cómo es?
- ¿cómo se llama?... También puede ser "¿Cómo se dice?" (Utilizada para ganar tiempo y pensar que decir, Hispanoamérica).
- ¡cuándo no! Usado cuando se sospecha que una persona hizo algo indebido, generalmente por costumbre.

- dale (para afirmar. Uruguay, Paraguay, Argentina. Chile).
- de qué o de que ... (utilizado fuera de una pregunta, para dar entrada a una respuesta o idea).
- de repente (Uruguay. Utilizado como "entonces").
- digamos (muletilla utilizada por quien no está muy seguro de lo que dice).

- école cua (del italiano ecco qua, podría ser traducido como "aquí está". Lo que significa que al fin encontramos la solución a un problema gordo, expresando sorpresa y beneplácito.)
- en plan... (en España). Para explicar algo por analogía con otra cosa cuando no se sabe desarrollar la explicación correctamente.
- ¿entendéis? (usado en España).
- ¿entendés? (voseo, usado en Argentina y Uruguay).
- ¿entendí? (Chile).
- ¿entiendes? (muletilla mayoría aun hablando castellano).
- entonces
- ...es lo que es (Venezuela). Usado para poner en contexto a las personas distraídas.
- ¿está? o ¿sí? (pregunta retórica, suele usarse para recibir una respuesta afirmativa ante una pregunta o ante una explicación; en muchos casos se puede “traducir” por “¿has entendido?”; en otros, por “¿estamos de acuerdo?”).
- este... (palabra que se suele interponer como señalando una pausa, generalmente cuando lo que se quiere decir en el momento no viene a la mente) (América Latina).
- esto... (en España).

- guay, España, cf inglés: cool.

- hermano (Latino América. principalmente Chile y Argentina).

- la cosa es que.

- mae (Costa Rica), La palabra mas popular para referirse de manera informal a una persona en Costa Rica. Su significado puede variar de acuerdo a su uso; como saludo "mae": para solicitar atención:-"mae, mae"; indignación:-"mae, mae, ¡ay no maa-é!", para felicitar a alguien si se hace énfasis en el ultimo mae: "Mae, mae, maaaeee"; para indicar descontento: "me agarró de mae" o estupidez "es medio mae". La muletilla es utilizada tanto en masculino (el mae), femenino (la mae), para  niños (los maecillos) y en plural (maes), es habitual escuchar en la calle frases como:-Mae,¡mae!. -Usted no mae, el otro mae!
- maje (Nicaragua).
- ¿manyas? (esperando confirmación o haber comprendido. Perú).
- marico (Venezuela).
- más o menos (coloquialmente se suele pronunciar má'o menos).

- Nashe (Argentina y Uruguay).
- ¿no cierto? (Argentina/Chile/España). Conjunción de "no es cierto?" o abreviado hasta ¿no?, cuando en una frase se busca la aprobación del interlocutor, induciéndolo a estar de acuerdo con lo que se afirma. Generalmente utilizado por gente mayor).

- obvio (significa por supuesto en Argentina y se usa repetidamente en casi toda frase).
- o sea (utilizada en exceso) para explicar algo. (Muchas veces al escribirlo se hace con el barbarismo osea).

- ... po' / poh (Chile).
- pues...

- quiero decir (utilizado para reconducir una conversación; España).

- ¿sabes? Utilizada para asegurarse que la persona escucha, como pregunta retórica, algo como "¿sí?" (Hispanoamérica).
- sale o ¿sale? (México) utilizado para confirmar o pedir que se confirme algo. Es asimilable al vale utilizado en España
- sí sí, no no (utilizado para interrumpir una conversación o justificar un punto de vista; España).
- ¿si o no? (Se utiliza para confirmar algo, se lo dice de forma corrida en América latina "siono")
- ¿si o que? (Utilizado para confirmar algo, con esta palabra le pide al receptor que confirme con un sí o si piensa que es no da su razón)

- ¿ta? Misma explicación que "¿está?", pero en Uruguay.
- tal cual (Latinoamérica).
- tío/tía (España. Es utilizado de manera continua en conversaciones cotidianas, generalmente se utiliza con la intención de referirse a algún individuo o amigo.).

- ¿vale? (esperando confirmación o haber comprendido).
- vale (no interrogativo; Venezuela, España).
- vaya (pues)
- ¿verdad?.
- ¿viste? (mayormente se usa para convencer a los incrédulos).
- ¿viste che? (Argentina).
- voh dale no má' (Chile) utilizado para referirse a que alguien simplemente haga algo "vos/tú sólo hazlo".

- wea (usado en Chile como complemento de cada frase).
- weón (Chile).
- wey (México y Centroamérica) Puede ser una corrupción de "buey" para referirse a alguien no muy inteligente de género masculino o bien venir de la expresión coloquial en lengua nahuatl "huei coatl" con significado de gran hermano. Ahora aceptado para referirse a personas de ambos géneros.
- terrible: (Ecuador) expresión utilizada comúnmente en la localidad de Cuenca cuando una situación es desafortunada en un sentido jocoso.

- y... Es todo un tema... (Argentina) Se utiliza para dar la falsa impresión de conocimiento del tema de la conversación hacia el interlocutor, cuando en realidad se está distraído con otra cosa.
- ya (Chile, usado para asentir).
- ya po' (Chile).
- ya que... (Para indicar un motivo o causante de algo, aunque en el habla cotidiano no es común encontrarla como muletilla, se puede apreciar con mayor frecuencia en la redacción de ensayos).
- y digo o dice (utilizado en exceso para decir lo que se dijo en una conversación previa; España).
- y tal y cual (utilizado para complementar frases; España)